# アブランクール
アブランクール（Ablancourt）は、フランスの北東に位置するマルヌ県のコミューン。